# V.Smile

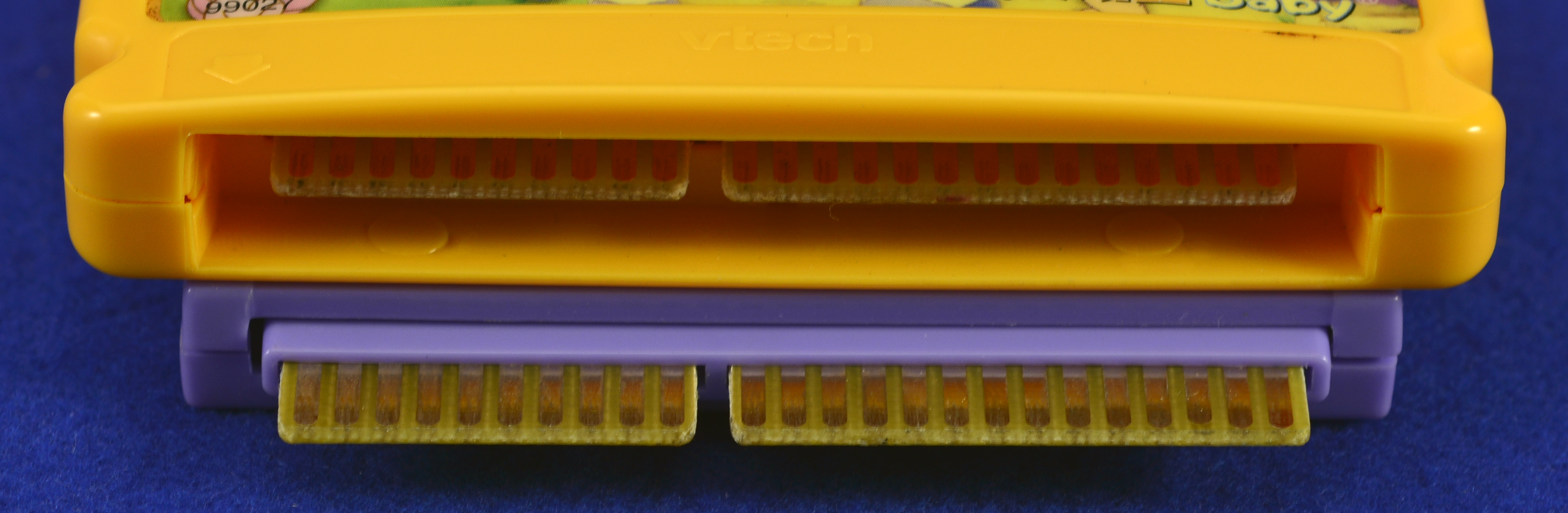
Los pines de los cartuchos V.Smile y V.Smile Baby son los mismos, aunque ambos sistemas no son compatibles entre sí.

V.Smile es una videoconsola lanzada en julio de 2004, diseñada y comercializada por VTech, que anteriormente había lanzado el VTech Socrates y, en los años ochenta, la consola CreatiVision y la línea de ordenadores compatibles Apple II Laser (de hecho es la primera empresa en ganar un juicio a Apple por ello). Fue lanzada en los Estados Unidos por 65 dólares. Es un éxito de VTech en 2006, siendo el más vendido por valor en el mercado de juguetes.
Diseñada para niños de 3 a 6 años, ofrece un software desarrollado para varios grupos de edad entre 3 y 9 años. Basada en su función educativa, la consola ofrece muchos juegos derivados de universos conocidos por los niños, como los de Disney o el de Dora, la exploradora. La consola también se puede reconocer por su controlador original que ofrecía 5 botones y un joystick , en forma de pata de perro
La marca V.Smile se utiliza, con diferencias entre países, para nombrar a toda una línea de consolas infantiles, pese a que la compatibilidad de los diferentes soportes y accesorios cambie con cada versión.
- V.Smile original, lanzada en 2004, identificada como el model 6122 en la parte inferior de la consola.
- Segunda versión de V.Smile, identificada como el model 752 en la parte inferior de la consola. Añade un micrófono.
- V.Smile Motion a la venta de 2008 a 2012, cambia a mandos inalámbricos y mejora los gráficos. Mantiene compatibilidad con los cartuchos existentes y las nuevas revisiones de los juegos (se diferencian por una carcasa naranja con una muesca en V) pueden usarse en las originales, sin acceso a las mejoras añadidas
- V.Smile Pro también llamada V.Flash cambia a un soporte óptico protegido por un caddie de los niños. Carece de ranura de cartuchos.
- V.Smile TV New Generation es un consola en formato PC-on-a-stick HDMI

## Descripción
- CPU: SunPlus SPG2xx[1]
- Carcasa: esquema de dos colores que cambia con las versiones. En la parte inferior trampilla de pilas () cable de audio/video imbuido en la carcasa y 170 mm (6,7 plg) de longitud para conectar directamente con el televisor o monitor. En el frontal dos conectores puertos PS/2 en la zona izquierda, ranura de cartucho en el centro, botones On y Off a la derecha                                                                                                                                                                                                                                                                                                                                                                                                                                                                           
  - model 6122 210 mm (8,3 plg) x 200 mm (7,9 plg) x 90 mm (3,5 plg)
  - model 752 incluye un micrófono con cable
- Dispositivo de almacenamiento de datos Cartuchos ROM llamados Smartridge
- Gráficos 320x240

La consola funciona con cartuchos de juego y hay cerca de 73 juegos diferentes desarrollados para esta plataforma. Cada juego está localizado para el idioma del país en que se comercializa. Entre los juegos disponibles hay pocos personajes, que son personajes de dibujos animados o de historietas animadas. Los gráficos se pueden ver al nivel de una consola de 16 bits, aunque con una línea estética más moderna.
El joystick está diseñado para una consola que será de interés para los niños en edad preescolar y, por tanto, tiene grandes botones. Puede ser utilizado tanto por usuarios diestros y zurdos, girando el cuerpo central. Se proporciona para la conexión un segundo joystick.

## Versiones
La V.Smile apareció en varios países con diferentes nombres escritos en el estuche. Además, cada versión tiene su propio eslogan impreso en la caja. Las versiones no difieren en la forma de la carcasa. Los juegos están localizados para el idioma de cada país, aunque existe importación paralela.
| Región         | Distribuidor    | Nombre                                 | Eslogan                                               | Edad recomendada |
| -------------- | --------------- | -------------------------------------- | ----------------------------------------------------- | ---------------- |
| Estados Unidos | VTech           | V.Smile TV Learning System             | Turn Game Time Into Brain Time!                       | 3–7 años         |
| Reino Unido    | Vtech           | V.Smile TV Learning System             | Learning is child's play!                             | 3–7 años         |
| Portugal       | Concentra       | V.Smile Sistema Educativo De TV        | Aprender é divertido!                                 | 3–7 años         |
| España         | Vtech           | V.Smile Aprendizaje Interactivo Por TV | ¡Aprender es un juego de niños!                       | 3–8 años         |
| Francia        | ?               | V.Smile Console TV Éducative           | La première console de jeu éducative pour les petits! | 3–7 años         |
| Países Bajos   | ?               | V.Smile TV Learning System             | Leren is kinderspel!                                  | 3–7 años         |
| Alemania       | Vtech           | V.Smile Das Lernspiel-System           | Lernen wird zum Kinderspiel!                          | 3–8 años         |
| Italia         | Giochi Preziosi | V.Smile Sistema di apprendimento TV    | Imparare è un gioco da bambini!                       | 3-7 años         |
| Dinamarca      | Top Toy A/S     | V.Smile                                | ?                                                     | ?                |
| Suecia         | Top Toy A/S     | V.Smile TV Learning System             | Det är lekande lätt att lära!                         | 3–7 años         |
| Noruega        | ?               | V.Smile                                | ?                                                     | ?                |
| Finlandia      | ?               | V.Smile                                | ?                                                     | ?                |

## Protección de regiones e intercompatibilidad
Aunque la gama de juegos de V.Smile es compatible con la mayoría de sus consolas, los juegos de V.Smile Baby no lo son. Los cartuchos son más cortos, pero también más gruesos y anchos que los V.Smile normales, lo que significa que no caben en otros sistemas. Sin embargo, ambos cartuchos tienen el mismo conector y clavijas, lo que significa que los V.Smile Smartridges, que son más delgados y angostos, pueden insertarse físicamente en el V.Smile Baby y conectarse, aunque es más difícil hacerlo y el juego no funcionará con la consola.
Aparentemente, la gama de consolas V.Smile no está bloqueada por región. Si bien la consola en sí viene en versiones NTSC y PAL y el BIOS en las consolas parece ser específico de la región (distinguible de la muestra de voz que se reproduce en la pantalla después del logotipo de VTech cuando la consola se inicia sin cartucho insertado), los juegos comprados en una región NTSC pueden reproducirse en sistemas PAL y viceversa. Las observaciones sugieren que tanto V.Smile como V.Smile Infant Development System utilizaron diferentes métodos de arranque: las variantes V.Smile y V.Smile Pocket aparentemente arrancarán en su propio BIOS y luego ejecutarán el software en el cartucho. V.Smile Baby parece iniciarse desde el BIOS predeterminado cuando se inserta un cartucho de la misma región o cuando no hay ningún cartucho en el sistema, pero parece iniciarse desde un BIOS diferente cuando se inserta un cartucho de una región diferente.  Actualmente se desconoce si el BIOS adicional reside en el cartucho o en la propia consola.
Confirmado con un PAL V.Smile Pocket comprado en Malasia y un NTSC V.Smile Cyber Pocket traído de los EE. UU. con un smartridge PAL australiano y un smartridge NTSC norteamericano. Asimismo, el V.Smile Baby se probó utilizando una consola PAL comprada en Malasia y un smartridge NTSC norteamericano.

## Lista de juegos
La consola cuenta con unos 73 juegos compatibles. Los juegos originales se crean en inglés y para una consola con salida de vídeo NTSC (USA/Canadá), y luego se versionan para cada idioma. Varios juegos de Disney utilizan el mismo doblaje que en las películas de donde proceden (un ejemplo claro es la voz de Mickey Mouse). Varios usuarios han probado un cartucho americano sobre una consola europea PAL y no han notificado problemas. O empleado cartuchos franceses y de UK ejecutándose el juego sin problemas, más allá de que texto y voces son los que trae el cartucho. Las etiquetas en el frontal del cartucho pueden variar. Por ejemplo el juego de Scooby Doo en UK tiene dos ilustraciones diferentes, cada una con su propio número de serie. Esto puede deberse a intentar uniformar el aspecto con la versión para V.Smiley Motion.
Los cartuchos con la cuarta columna en amarillo identifican a cartuchos de sistema que vienen de serie con un periférico concreto.
Los cartuchos con la primera columna en morado indican que existe una versión translúcida 
| #  | Título | Rango de edad                       | V.Motion/V.Smile | Lanzamiento                       | Desarrolador               |
| -- | --- | ----------------------------------- | ---------------- | --------------------------------- | -------------------------- |
| 1  | The Adventures of Little Red Riding Hood Les aventures du Petit Chaperon Rouge Entdecke die Welt von Rotkäppchen | 4-6                                 | No               | 2004                              | VTech                      |
| 74 | Adventures in Oz Aventures à Oz Abenteuer in Oz | 4-6 3-6 4-7                         | No publicado     | 2003                              | VTech                      |
| 2  | Action Mania Action Manía Sporti'Folies Sport Games Sportskanone | 3-7 3-5 4-7 3-5 3-6                 | Exclusivo        | 2008                              | VTech                      |
| 3  | Aladdin's Wonders of the World El Maravilloso Mundo de Aladdin Les fabuleuses aventures d'Aladdin De wonderwereld van Aladdin Aladdins Welt der Wunder Il magico mondo di Aladdin Aladdin - 알라딘의 신비한 모험 게임 | 5-7 & 6-8 5-8 5-7 5-8 5-7 ?         | V.Smile          | 2005                              | Disney Interactive Studios |
| 4  | Alphabet Park Adventure Aventura Do parque do Alfabeto Aventuras en el Parque Alfabeto ABC Land Aventure Alfabet Pretpark Abenteuer im ABC Park Avventura nel Parco Alfabeto English Parade 알파벳 공원 대탐험 | 3-5 4-7 3-6 4-7                     | No               | 2004 (Original) 2007 (Re-release) | VTech                      |
| 5  | The Backyardigans: Viking Voyage Les Mélodilous: Les explorateurs vikings | 3-5 3-6                             | No               | 2006                              | Nick Jr.                   |
| 6  | Barney: The Land of Make Believe Barney: Erlebnis-Reise | 3-5                                 | No               | 2005                              | HIT Entertainment PLC      |
| 7  | Batman: Gotham City Rescue Batman: Rescate en Gotham City Batman: Panique a Gotham City Batman: De Redding van Gotham City Batman: Rettung von Gotham City | 6-8 6-9 6-8 6-9 6-10                | No               | 2005                              | Warner Bros. Interactive   |
| 8  | Sesame Street: Bert & Ernie's Imagination Adventure Barrio Sésamo: El Mundo Fantástico de Epi y Blas 5, rue Sésame: Les Aventures Imaginaires d'Ernest et Bart Sesamstrasse: Ernies & Berts Fantastiches Abenteuer | 4-6 4-7 4-6 4-7                     | No               | 2006                              | Sesame Workshop            |
| 9  | Blue's Clues: Collection Day | 3-5                                 | No               | 2005                              | Nick Jr.                   |
| 10 | Bob the Builder: Bob's Busy Day Bob o Construtor: Um Dia Atarefado Bob y sus Amigos: Un Día de Trabajo Bob le Bricoleur: Les P'tits Chantiers de Bob Bob der Baumeister: Bobs Spannender Arbeitstag Byggemand Bob: Bobs Travle Dag Byggare Bob: Bobs Stressige Dag | 3-5 3-6 3-5 4-6                     | No               | 2005                              | HIT Entertainment PLC      |
| 11 | Care Bears: A Lesson in Caring Osos Amorosos: Una Lección de Amor Les Bisounours: Le monde merveilleux des Bisounours Pflegebären: eine Lektion in Pflege | 3-5                                 | No               | 2004                              | ?                          |
| 12 | Cars: Rev it Up in Radiator Springs Carros: Aventura em Radiator Springs Cars: Acelera el Motor en Radiator Springs Cars: Quatre Roues Cars: Spektakel in Radiator Springs Cars: Vollgas in Radiator Springs Cars: Motori Ruggenti Biler: Ræs I Kølerkildekøbing Bilar: Kör ikapp I Kylarköping Biler: Full Gass I Radiator By | 4-6 4-7 4-6 5-8 4-6                 | Sí               | 2006                              | Buena Vista Games          |
| 13 | Cars 2 | 4-6 4-7 5-8                         | Exclusivo        | 2011                              | Disney Interactive Studios |
| 14 | Cinderella's Magic Wishes Cinderela: Os Sonhos Mágicos de Cinderela La Cenicienta: Los sueños mágicos de Cenicienta Cendrillon: Le rêve enchanté de Cendrillon Assepoester: De wonderwereld van Assepoester Cinderella: Lernen im Märchenland Cinderella: Askepots magiske ønsker Cinderella: Tuhkimon Taikatoiveet | 5-7 & 6-8 5-7 5-8 4-7 & 5-7 5-7 5-8 | Sí               | 2005                              | Disney Interactive Studios |
| 15 | Cranium Partyland Park: A carnival of play-and-learn fun Cranium: Parque de Atracciones Cranium: Le Parc d'attractions Cranium Freizeit Park: Ein Jahrmarkt Voller Spiel-Und Lernspaß | 4-6                                 | No               | 2007                              | Hasbro                     |
| 16 | Dora the Explorer: Dora's Got a Puppy Dora: Dora hat einen Welpen Dora: Dora heeft een puppy | 3-5                                 | Smartbook        | 2007                              | Nick Jr.                   |
| 17 | Dora the Explorer: Dora's Fix-it Adventure Dora a exploradora: Em busca das Peças Perdidas Dora la exploradora: La Aventura arregla-todo de Dora Dora l'exploratrice: Les aventures de Dora Apprentie Mécano Dora: Dora's Reparatie Avontuur! Dora: Dora's Reparatur-Abenteuer | 3-5 3-6 4-6                         | Sí               | 2005 (Original) 2007 (Re-release) | Nick Jr.                   |
| 18 | Elmo's World: Elmo's Big Discoveries El Mundo De Elmo: Grandes Descubrimientos De Elmo Le Monde d'Elmo: Les Grandes Découvertes D'Elmo | 3-5                                 | No               | 2005                              | Sesame Workshop            |
| 19 | Finding Nemo: Nemo's Ocean Discoveries Á Procura De Nemo: Nemo À Descoberta Do Oceano Buscando a Nemo: Los Descubrimientos de Nemo Le Monde De Nemo: Nemo à la découverte de l'océan Finding Nemo: De wonderwereld van Nemo Findet Nemo: Nemos Unterwasserabenteuer | 4-6 3-6 4-7                         | No               | 2005                              | Disney Interactive Studios |
| 20 | Go, Diego, Go!: Save the Animal Families Go Diego!: À la rescousse des animaux! Go Diego, Go!: Red de Dierenfamilies! | 3-5                                 | No               | 2007                              | Nick Jr.                   |
| 21 | Handy Manny Manny Mãozinhas Manny Manitas Manny Et Ses Outils Meister Manny's Werkzeugkiste | 3-5 4-7 4-6 3-6                     | Sí               | 2009                              | Disney Interactive         |
| 22 | Jammin' Gym Class Dance 'N Learn Gimnasio Interactivo Défi Gym (Tapis Multisport) Muziek En Leer Mat Lern-Und Tanzmatte | 4+ 4-8 4-7                          | Dance Pad        | 2006                              | VTech                      |
| 23 | Kung Fu Panda: Path of the Panda Kung Fu Panda: Aventura en el Valle de la Paz Kung Fu Panda: La mission de Po Kung Fu Panda: Der Weg des Panda | 4-6                                 | Sí               | 2008                              | DreamWorks                 |
| 24 | Learnin' Wheels Apprenti' pilote Freds Zahlen Rallye | ?                                   | No               | 2004                              | VTech                      |
| 25 | Lil' Bratz: Friends, Fashion and Fun Lil' Bratz: Amigos, Moda y Diversión Lil' Bratz Au top de la mode: Complices, Cools et Class | 4-6                                 | No               | 2007                              | MGA Entertainment          |
| 26 | Little Einsteins Les petits Einstein Kleine Einsteins | 3-5 3-6                             | Sí               | 2009                              | Disney Interactive         |
| 27 | The Little Mermaid: Ariel's Majestic Journey A Pequena Sereia: A Viagem Fantástica de Ariel La Sirenita: El Viaje Fantástico de Ariel Le Petit Sirene: Ariel devient une princesse De Kleine Zeemeermin: De wonderwereld van Ariel Arielle, die Meerjungfrau: Arielles aufregendes Abenteuer Den Lille Havfrue: Ariels majeræriske rejse! Pieni Merenneito: Arielin Majesteettinen Matka                                                    | 4-6                                 | No               | 2004                              | Disney Interactive Studios |
| 28 | Mickey Mouse Clubhouse A Casa Do Mickey Mouse La Casa De Mickey Mouse La Mansion De Mickey Mickey Mouse Clubhouse Micky Maus Wunderhaus | 4-6                                 | Sí               | 2008                              | Disney Interactive         |
| 29 | Mickey Mouse: Mickey's Magical Adventure Mickey Mouse: A Aventura Mágica de Mickey Mickey Mouse: La Aventura Mágica de Mickey Mickey: Mickey à la recherche de Pluto Micky: Mickys magisches Abenteuer | 5-7 5-8                             | No               | 2004                              | Disney Interactive Studios |
| 30 | Monsters vs. Aliens Monstruos contra Alienigenas Monstres contre Aliens Monsters Vs. Aliens | 3-5 4-6 4-7                         | Sí               | 2009                              | DreamWorks                 |
| 31 | My Pet Puppy Dakota y su mascota Mon Toutou tout fou! Mijn Puppy! Mein Erster Hund Min Hundvalp Koiranpentuni | 3-5 3-6 3-5 3-6 3-5                 | Sí               | 2009                              | ?                          |
| 32 | My Friends Tigger & Pooh: Tigger's Bedtime for Bouncer | ?                                   | Exclusivo        | 2009                              | Disney Interactive         |
| 33 | Ni Hao, Kai-Lan: Happy Chinese New Year! Ni Hao, Kai-Lan: Joyeux nouvel an chinois! | 3-5                                 | Exclusivo        | 2009                              | Nickelodeon                |
| 34 | NASCAR Academy: Race Car Superstar | 4-6                                 | Exclusivo        | 2009                              | ?                          |
| 35 | Noddy: Detective for a Day Noddy: Detective por Um Dia Oui-Oui: Détective d'un jour Noddy: Detektiv für einen Tag | 3-5 3-4                             | No               | 2006                              | ?                          |
| 36 | PC Pal Island | ?                                   | PC Pal           | 2005                              | VTech                      |
| 37 | The Princess and the Frog: Tiana's Big Dream Tiana Y El Sapo: El gran sueño de Tiana La Princesse Et Le Grenouille: Le grand rêve de Tiana Küss den Frosch: Tianas Großer Traum | 4-6 4-7                             | Sí               | 2010                              | ?                          |
| 38 | Ratatouille: Remy's New Recipes Ratatouille: Las recetas de Remy Ratatouille: Les nouvelles recettes de Rémy Ratatouille: Remys neue Rezepte | 4-6                                 | No               | 2007                              | ?                          |
| 39 | Scooby-Doo!: A Night Of Fright Is No Delight | 3-6                                 | Smartbook        | 2007                              | Warner Bros. Interactive   |
| 40 | Scooby-Doo!: Funland Frenzy Scooby-Doo!: Misterio en el Parque Scooby-Doo!: Panique à Funland Scooby-Doo!: Griezelen in Het Pretpark Scooby-Doo!: Im Lernpark Scooby-Doo!: Avventura a Funland Scooby-Doo!: Sjov i Forlystelsesparken Scooby-Doo!: Tivoli-Tokerier | 4-6 & 5-7 5-7 5-8 4-6 & 5-7 5-7     | Sí               | 2004                              | Warner Bros. Interactive   |
| 41 | Shrek: Dragon's Tale Shrek: El Cuento De La Dragona Shrek: Le rhume de Dragonne Shrek: Het Verhaal Van Draakje Shrek: Die Geschichte Des Drachen | 6-8 6-9                             | No               | 2005                              | DreamWorks                 |
| 42 | Shrek Forever After Shrek: Felices Para Siempre Shrek 4 : Il était une fin | 4-6 4-7                             | Exclusivo        | 2010                              | DreamWorks                 |
| 43 | Shrek the Third: Arthur's School Day Adventure Shrek Tercero: En Busca De Arturo Shrek Le Troisiéme: L'Aventure D'Arthur Shrek De Derde: Arthurs Schooldag Avontuur Shrek der Dritte: Ein Spannender Schultag | 4-6 5-8 4-6                         | No               | 2007                              | DreamWorks                 |
| 44 | Smart Keyboard Smart Keys Teclado Interactivo Tip Tap Tastatur | 5+ 4+ 6+                            | Smart Keyboard   | 2008                              | VTech                      |
| 45 | Snow Park Challenge Wintersport | 4-6 4-7                             | Exclusivo        | 2008                              | ?                          |
| 46 | Soccer Challenge Football Challenge Campeonato de Fútbol Football Challenge Voetbal Fußball Schule | 4-6 4-7 5-8                         | Sí               | 2004                              | ?                          |
| 47 | Spider-Man & Friends: Doc Ock's Challenge Spider-Man y Amigos: La Aventura Del Doctor Octopus Spider-Man & ses amis: Le Défi du Docteur Ock | ?                                   | No               | 2005                              | Marvel Comics              |
| 48 | Spider-Man & Friends: Secret Missions Spider-Man & amigos: Missões Secretas Spider-Man y Amigos: Misiones Secretas Spider-Man & ses amis: Missions Secrètes Spider-Man & Freunde: Geheime Missionen | 4-6 4-7 5-7 & 5-8                   | Sí               | 2004                              | Marvel Comics              |
| 49 | Spider-Man & Friends: Where is HULK? | 3-5                                 | Smartbook        | 2007                              | Marvel Comics              |
| 50 | SpongeBob SquarePants: A Day in the Life of a Sponge Bob Esponja: Un día en la vida de una esponja Bob L'Éponge: Une jourée dans la vie d'une éponge Spongebob Schwammkopf: Der Tag des Schwamms | 6-8 6-9                             | Sí               | 2005                              | Nickelodeon                |
| 51 | Super Why: The Beach Day Mystery | 3-5                                 | Exclusivo        | 2008                              | ?                          |
| 52 | Superman: The Greatest Hero Superman: El Hombre De Acero Superman: A La Rescousse! Superman: De Grootste Held Superman: Der Superheld | 6-8 6-9                             | No               | 2006                              | Warner Bros. Interactive   |
| 53 | The Lion King: Simba's Big Adventure O Rei Leão: A Grande Aventura de Simba Rey León: La Gran Aventura de Simba Roi Lion: Simba découvre la jungle De Leeuwenkoning: De wonderwereld van Simba Der König der Löwen: Simba große Abenteuer Il re leone: La Grange Avventura di Simba Løvernes Konge: Simbas store eventyr Lejonkungen: Simbas stora äventyr Løvenes Konge: Simbas store eventyr Leijona Kuningas: Simban Suuri Seikkailu     | 3-5 3-6 3-5                         | No               | 2004                              | Disney Interactive Studios |
| 54 | Thomas & Friends: Engines Working Together Thomas Et Ses Amis: Les Locomotives S'Entraident Thomas & Seine Freunde: Freunde Halten Zusammen Thomas de Stoomlocomotief' - Locomotieven Werken Somen Thomas and Friends - Juego de Aprendizaje | 3-5                                 | Sí               | 2005                              | HIT Entertainment PLC      |
| 55 | Tinker Bell Sininho Campanilla La Fée Clochette Klokkeblomst | 4-6 5-8 4-6                         | Sí               | 2009                              | Disney Interactive Studios |
| 56 | Toy Story 2 | 4-6                                 | Smartbook        | 2007                              | ?                          |
| 57 | Toy Story 2: Operation Rescue Woody Toy Story 2: O resgate de Woddy Toy Story 2: El Rescate De Woody Toy Story 2: Buzz À La Rescousse! Toy Story 2: Woddys Spannende Rettung Toy Story 2: Operazione: Salvataggio Di Woody! | 4-6 4-7 4-6                         | No               | 2005                              | Disney Interactive         |
| 58 | Toy Story 3 | 3-5 3-6 3-5                         | Sí               | 2010                              | Disney Interactive Studios |
| 72 | The Adventures Of Bumba And His Friends Les aventures de Bumba et ses amis Die Abenteuer von Bumba und seine Freunde | 3-5                                 | Exclusivo        | 2007/2008                         | Studio 100                 |
| 59 | Up Lá-Haut Oben | 4-6 4-7                             | Sí               | 2009                              | Disney Interactive Studios |
| 60 | V.Smile Art Studio V.Smile Estudio De Arte V.Smile Zeichenatelier V.Smile Tegnestudie | ?                                   | Drawing Tablet   | 2006                              | VTech                      |
| 61 | WALL-E | 3-5                                 | Sí               | 2008                              | Disney Interactive Studios |
| 62 | Whiz Kid Wheels Condução Divertida Conducción Divertida Mission pilote Truckie's Rekenrace Flitzers Schlaue Städtetour | 6-8 5-8 5-7                         | No               | 2005                              | VTech                      |
| 63 | The Wiggles: It's Wiggle Time! | 3-5                                 | No               | 2005                              | HIT Entertainment PLC      |
| 64 | Wild Waves Martin le Dauphin Water-sport Games | 4-6 4-7 4-6                         | Exclusivo        | 2009                              | ?                          |
| 65 | Winnie the Pooh: The Honey Hunt Winnie the Pooh: Em Busca do Mel Winnie the Pooh: En Busca de la Miel Winnie l'Ourson: La Chasse au miel de Winnie Winnie the Pooh e la caccia al miele Winnie de Poeh: De wonderwereld van Poeh Winnie Puuh: Die Honigjagd Peter Plys: Honningjagten Ole Brumm: Honningjakten Winnie The Pooh: Hunajajahti Nalle Puh - Honungsjakten 小熊维尼 Winnie The Pooh: The Honey Hunt - 푸우와 함께하는 꿀사냥놀이 | 3-5                                 | Sí               | 2004                              | Disney Interactive Studios |
| 66 | Wonder Pets!: Save The Animals! | 3-5                                 | Exclusivo        | 2008                              | Nickelodeon                |
| 67 | Wow! Wow! Wubbzy!: Attack of the 50 Foot Fleegle Wow! Wow! Wubbzy! Attaque de la flotte de 50 pieds | 3-5                                 | Sí               | 2009                              | Nickelodeon, Starz Media   |
| 68 | Zayzoo: An Earth Adventure | 5-8                                 | No               | 2007                              | VTech                      |
| 69 | Zayzoo: My Alien Classmate Zayzoo: Mi Amigo Del Espacio Zayzoo: Mijn Buitenaards Vriendje Zayzoos Lernall Zézou - Notre Ami Venu D'Ailleurs | 5-8                                 | No               | 2004                              | VTech                      |
| 70 | Brave Merida | 4-6 4-7                             | Exclusivo        | 2012                              | Disney Interactive Studios |
| 71 | Paw Patrol: Pups Save the Carnival! Patrulla Canina: ¡Los cachorros salvan el carnaval! Paw Patrol: les chiots sauvent le carnaval! | 4-6                                 | Exclusivo        | 2014                              | Nickelodeon, Spin Master   |
| 73 | Clanners: Explora El Mundo Clanners: Explora de Mundo Clanners: Pretpark World Clanners Kleine die World Clanners: Explore and Learn the World Clanners: Explore the World Clanners: Explora el Mundo | ??? 3-5 ?? ??? ??                   | Exclusivo        | 2011                              | RTVE                       |

## Críticas
Los críticos de videojuegos y tecnología también se apresuran a descartar la línea de productos de Vtech, incluidos V.Smile (de 4 a 8 años), V.Smile Baby (de 9 meses a 3 años), V.Flash (de 6 a 36 años), V.Smile Pocket (de 3 a 8 años) y V.Reader, citando la falta de juegos desarrollados profesionalmente, ya que las consolas VTech no tienen editores de videojuegos externos importantes aparte de Disney Interactive Studios.
Los críticos también afirman que V.Smile demuestra la noción de que la necesidad de dispositivos electrónicos especiales para niños es artificial, ya que productos como consolas convencionales (Xbox, PlayStation, Wii), tabletas (iPad, Android) y computadoras (PC , Mac) tienen una variedad de software educativo e infantil. Además, estos dispositivos ofrecen una flexibilidad que permite a los niños crecer con ellos, no superarlos.

## Videos de varios juegos
- Disney's The Lion King™: Simba's Big Adventure (V.Smile) - Full Game HD Walkthrough - No Commentary en YouTube.
- Shrek the Third: Arthur's School Day Adventure (V.Smile) - Full Game HD Walkthrough - No Commentary en YouTube.
- Scooby-Doo! Funland Frenzy - V.Smile Learning Adventure Playthrough en YouTube.
- Disney-Pixar's Cars™: Rev It Up in Radiator Springs (V.Smile) - Full Game HD Walkthrough - NC en YouTube.
- Thomas & Friends: Engines Working Together (V.Smile) - Full Game HD Walkthrough - No Commentary en YouTube.
- Shrek, Het verhaal van Draakje (Vtech V.Smile, 2009) [Dutch V-Smile Game / Nederlands spel] en YouTube.
- Dora the Explorer™: Dora's Fix-It Adventure (V.Smile) - Full Game HD Walkthrough - No Commentar en YouTube.
- Action Mania (V.Smile) - Full Game HD Walkthrough - No Commentary en YouTube.